# L.A. Heat (Fernsehserie)
L.A. Heat ist eine US-amerikanische Fernsehserie. Obwohl sie eine US-Produktion ist, wurde sie zuerst in anderen Ländern erstausgestrahlt, bevor sie in den Vereinigten Staaten veröffentlicht wurde. Die Erstausstrahlung erfolgte ab 20. Januar 1997 in der deutschsprachig synchronisierten Fassung in Deutschland bei RTL II, später wurde der Serie zu VOX verlegt. Zu einer Ausstrahlung in den USA kam es erst, als sich mit TNT ein geeigneter Sender fand, die dortige Erstausstrahlung fand ab dem 15. März 1999 statt.

## Inhalt
Die Serie zentriert um die Arbeit und das Privatleben der beiden Polizisten Chester "Chase" McDonald und August Brooks. Chase macht auch Geld durch den Verkauf von Metallskulpturen, die er selbst produziert, während August seine freie Zeit in einem Jugendzentrum für benachteiligte Jugendliche verbringt.

## Darsteller und Synchronisation
| Schauspieler    | Charakter                | Synchronsprecher |
| --------------- | ------------------------ | ---------------- |
| Wolf Larson     | Chester "Chase" McDonald | Ingo Albrecht    |
| Steven Williams | August Brooks            | Ronald Nitschke  |
| Renee Tenison   | Kendra Brooks            | Ina Kämpfe       |
| Dawn Radenbaugh | Jodi Miller              | Bianca Krahl     |

## Startdaten der Ausstrahlungen
- Deutschland: 20. Januar 1997
- Frankreich: 16. März 1997
- Portugal: 18. Mai 1997
- Vereinigte Staaten: 15. März 1999
- Italien: 21. Juni 1999
- Estland: 15. Februar 2001
- Ungarn: März 2004

## DVD-Veröffentlichung in Deutschland
Die komplette erste Staffel der Serie mit 26 Folgen, erschien am 20. August 2010 auf DVD.